# Peterseliebraam
Peterseliebraam (Rubus laciniatus) is een in Nederland en Vlaanderen algemeen voorkomende, meerjarige, struikachtige plant uit de rozenfamilie (Rosaceae), gekenmerkt door de ingesneden bladeren.
Het is een natuurlijk optredende nevenvorm van diverse Europese bramensoorten, waaronder zandhaagbraam (Rubus nemoralis) en koebraam (Rubus ulmifolius),
die sinds de 19e eeuw populair is als tuinplant en in de tuinbouw, en van daaruit weer is verwilderd. In Noord-Amerika wordt de plant beschouwd als invasieve soort.
Zoals bramensoorten in het algemeen komt de peterseliebraam voor in bossen, heggen en ruigten.
De vijf blaadjes van de samengestelde bladeren zijn diep ingesneden en hebben vaak zelf ook weer ingesneden slippen. De tweejarige stengel heeft scherpe, haakvormige stekels, maar kan ook ongestekeld zijn. De plant wordt 50–300 cm hoog.
De peterseliebraam bloeit van mei tot in juli met witte bloemen. De kroonblaadjes zijn vaak aan de top ingesneden.
De vruchten zijn zwart of zwartrood en verschijnen in augustus en september. De vrucht bestaat uit een verzameling steenvruchtjes, de deelvruchtjes zijn alle goed ontwikkeld. De vruchten groeien alleen aan de tweejarige stengels.